# Maidstone
Maidstone (meidstoun) es la capital del condado de Kent, al sureste de Inglaterra, cerca de 50 km de Londres. Centro administrativo del municipio homónimo (Borough of Maidstone). Ubicado en la orilla del río Medway en el punto de confluencia entre los ríos tributarios de Beult y Teise en la corriente principal.

## Toponimia
Maidstone significa literalmente «piedra de las doncellas», lo que indica que era un lugar donde éstas solían reunirse. Forma antigua (del anglosajón: Mægthan stan).
Es es uno de los pocos pueblos del Reino Unido en tener el nombre de un cráter del planeta Marte en su honor.
- Datos: Q213180
- Multimedia: Maidstone / Q213180